# Lecythis brancoensis
Lecythis brancoensis é uma espécie de lenhosa da família Lecythidaceae.
Pode ser encontrada nos seguintes países: Brasil e Guiana.